# سنگ‌نگاره‌های گاوجلو
سنگ نگاره‌های گاوجلو مربوط به سده‌های میانه و متاخر دوران‌های تاریخی پس از اسلام است و در شهرستان اراک، بخش مرکزی، دهستان ساروق، روستای گاوجلو واقع شده و این اثر در تاریخ ۱۸ اسفند ۱۳۸۷ با شمارهٔ ثبت ۲۵۳۸۳ به‌عنوان یکی از آثار ملی ایران به ثبت رسیده است.